# Kanga

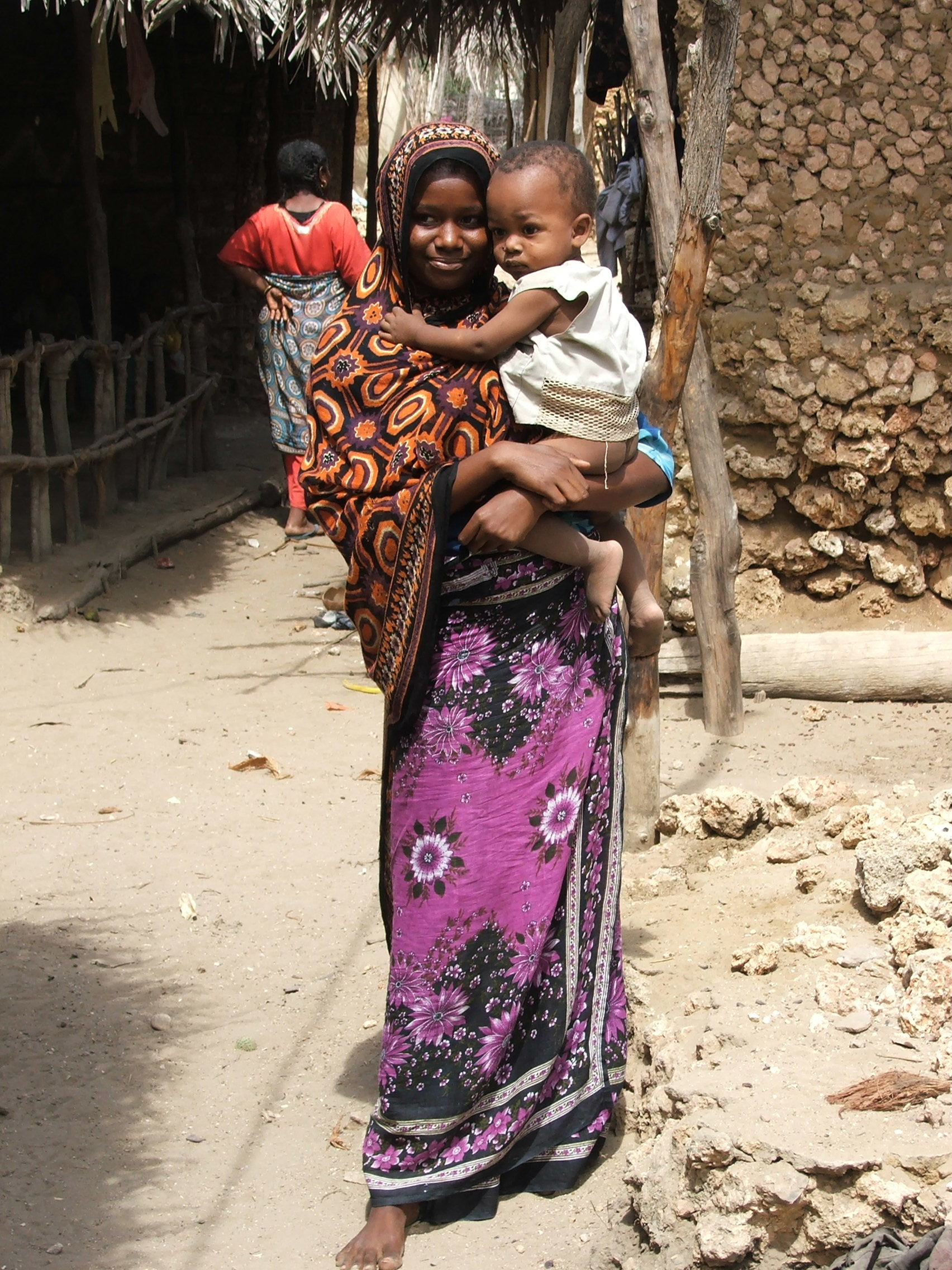
Žena oblečená do tradičních kanga. Siyu na ostrově Paté (souostroví Lamu), severní pobřeží Keni

Kanga je tradiční ženský oděv ve východní Africe, především na svahilském pobřeží. Sestává ze dvou obdélníkových částí, každá z nich o rozměrech 110x150 cm. Tyto dvě části se prodávají na trhu v jednom kuse, tedy jako pás látky 300x110 cm a musí být před použitím rozstřižen. Nosit je možno najednou dva identické obdélníky z jednoho rozstřiženého pásu nebo častěji se kombinují 2 různobarevné. Existuje více než 100 způsobů jak kangy uvázat.
Vzory na kangách mají úžasnou variabilitu a pestrou paletu barev. Podle některých teorií tato pestrost souvisí se svahilským slovem kanga, které označuje perličku (velmi běžný druh drůbeže ve východní Africe), barevná kombinace některých kang se podobá barevné mozaice peří perliček. Jiní mají za to, že tento oděv nazvali muži kanga, protože vždy, když se je jich manželky v kangách seběhly, tak začaly štěbetat jako perličky. Na okrajích kang (pindo)je většinou nápis (jina), zpravidla pořekadlo či lidová moudrost. Ty jsou napsány převážně ve svahilštině, řidčeji anglicky. Nápisy a barvy mohou korespondovat s náladou ženy, jejím statutem nebo jejím přáním. Populární a tradiční je vzor se stylizovaným oříškem kešu.
Historicky první kanga byla inspirována kapesníky portugalských obchodníků, které jsou v portugalštině nazývány „lenço“ a dokonce i ještě dnes jsou takto kanga v některých oblastech nazývána. V 19. století byl tento oděv vyráběn ještě pouze v Africe, později se jeho výroba přesunula částečně i do Evropy a dnes většina kang, která jsou k mání na východoafrických trzích pochází z indických textilek. Největším africkým výrobcem je továrna Rivatex (Rift Valley Textiles) v Keni. V minulosti byla kanga nošena pouze na svahilském pobřeží, dnes jsou nošena i v keňském a tanzanském vnitrozemí.